# Smithfield (Maine)
Smithfield ist eine Town im Somerset County des Bundesstaates Maine in den Vereinigten Staaten. Im Jahr 2020 lebten dort 925 Einwohner in 660 Haushalten auf einer Fläche von 64,13 km².

## Geographie
Nach dem United States Census Bureau hat Smithfield eine Gesamtfläche von 64,13 km², von der 51,54 km² Land sind und 12,59 km² aus Gewässern bestehen.

### Geographische Lage
Smithfield liegt im Südwesten des Somerset Countys und grenzt an das Kennebec County. Im Westen grenzt der North Pond des Sees The Narrows an und im Osten der East Pond. Beide sind miteinander verbunden. Die Oberfläche ist leicht hügelig, der 223 m hohe Mount Tom ist die höchste Erhebung.

### Nachbargemeinden
Alle Entfernungen sind als Luftlinien zwischen den offiziellen Koordinaten der Orte aus der Volkszählung 2010 angegeben.
- Norden: Norridgewock, 10,2 km
- Osten: Fairfield, 11,1 km
- Südosten: Oakland, Kennebec County, 7,1 km
- Süden: Belgrade, Kennebec County, 6,2 km
- Südwesten: Rome, Kennebec County, 10,7 km
- Nordwesten: Mercer, 8,5 km

### Stadtgliederung
In Smithfield gibt es drei Siedlungsgebiete: Mount Bett (Mt. Bett), Smithfield und South Smithfield.

### Klima
Die mittlere Durchschnittstemperatur in Smithfield liegt zwischen −9,4 °C (15 °F) im Januar und 20,0 °C (68 °F) im Juli. Damit ist der Ort gegenüber dem langjährigen Mittel der USA um etwa 9 Grad kühler. Die Schneefälle zwischen Oktober und Mai liegen mit bis zu zweieinhalb Metern mehr als doppelt so hoch wie die mittlere Schneehöhe in den USA; die tägliche Sonnenscheindauer liegt am unteren Rand des Wertespektrums der USA.

## Geschichte
Am 29. Februar 1840 wurden Teile von Mercer, Dearborn und der East Pond Plantation zur Town Smithfield organisiert. Das Gebiet gehörte zum Plymouth Claim, dem Kennebec Purchase. Benannt wurde die Town nach einem Bewohner, Reverend Henry Smith. Die Hauptsiedlung befindet sich am östlichen Ufer des North Pond. Es gab um 1880 eine Schrotmühle in der Town und drei Mühlen für die Holzverarbeitung. Heute gibt es mehrere Feriencamps für junge Menschen in dem Gebiet.

### Einwohnerentwicklung
| Volkszählungsergebnisse – Town of Smithfield, Maine | Volkszählungsergebnisse – Town of Smithfield, Maine | Volkszählungsergebnisse – Town of Smithfield, Maine | Volkszählungsergebnisse – Town of Smithfield, Maine | Volkszählungsergebnisse – Town of Smithfield, Maine | Volkszählungsergebnisse – Town of Smithfield, Maine | Volkszählungsergebnisse – Town of Smithfield, Maine | Volkszählungsergebnisse – Town of Smithfield, Maine | Volkszählungsergebnisse – Town of Smithfield, Maine | Volkszählungsergebnisse – Town of Smithfield, Maine | Volkszählungsergebnisse – Town of Smithfield, Maine |
| Jahr                                                | 1800                                                | 1810                                                | 1820                                                | 1830                                                | 1840                                                | 1850                                                | 1860                                                | 1870                                                | 1880                                                | 1890                                                |
| --------------------------------------------------- | --------------------------------------------------- | --------------------------------------------------- | --------------------------------------------------- | --------------------------------------------------- | --------------------------------------------------- | --------------------------------------------------- | --------------------------------------------------- | --------------------------------------------------- | --------------------------------------------------- | --------------------------------------------------- |
| Einwohner                                           |                                                     |                                                     |                                                     |                                                     | 789                                                 | 873                                                 | 793                                                 | 704                                                 | 564                                                 | 479                                                 |
| Jahr                                                | 1900                                                | 1910                                                | 1920                                                | 1930                                                | 1940                                                | 1950                                                | 1960                                                | 1970                                                | 1980                                                | 1990                                                |
| Einwohner                                           | 449                                                 | 427                                                 | 390                                                 | 374                                                 | 353                                                 | 354                                                 | 382                                                 | 527                                                 | 748                                                 | 865                                                 |
| Jahr                                                | 2000                                                | 2010                                                | 2020                                                | 2030                                                | 2040                                                | 2050                                                | 2060                                                | 2070                                                | 2080                                                | 2090                                                |
| Einwohner                                           | 930                                                 | 1033                                                | 925                                                 |                                                     |                                                     |                                                     |                                                     |                                                     |                                                     |                                                     |

## Kultur und Sehenswürdigkeiten

### Bauwerke
In Smithfield wurde ein Bauwerk unter Denkmalschutz gestellt und ins National Register of Historic Places aufgenommen.
- Kromberg Barn, 2009 unter der Register-Nr. 08001357.[10]

## Wirtschaft und Infrastruktur

### Verkehr
Durch Smithfield verläuft in nordsüdliche Richtung die Maine State Route 8 von der in westliche Richtung die Maine State Route 225 abzweigt und in westöstliche Richtung die Maine State Route 137 teilweise auf derselben Strecke verläuft.

### Öffentliche Einrichtungen
Es gibt keine Krankenhäuser oder medizinischen Einrichtungen in Smithfield. Die nächstgelegenen befinden sich in Skowhegan, Madison und Waterville.
Smithfield besitzt keine eigene Bücherei, die nächstgelegene ist die Norridgewock Public Library in Norridgewock.

### Bildung
Smithfield gehört mit Canaan, Cornville, Mercer, Norridgewock und Skowhegan zum RSU #54/MSAD #54 School District.
Im Schulbezirk werden mehrere Schulen angeboten:
- North Elementary School in Skowhegan, Pre-Kindergarten und Kindergarten
- Canaan Elementary School in Canaan, mit Schulklassen von Pre-Kindergarten bis 8. Schuljahr
- Mill Stream Elementary School in Norridgewock, mit Schulklassen von Pre-Kindergarten bis 6. Schuljahr
- Bloomfield Elementary School in Skowhegan, mit den Schulklassen 1 bis 3
- Margaret Chase Smith School in Skowhegan, mit den Schulklassen 4 bis 5
- Marti Stevens Learning Center in Skowhegan
- Skowhegan Area Middle School in Skowhegan, mit den Schulklassen 6 bis 8
- Skowhegan Area High School in Skowhegan, mit den Schulklassen 9 bis 12

Alle über die Grundbildung hinausgehenden Bildungseinrichtungen sind in umliegenden Gemeinden untergebracht. So liegt zum Beispiel das nächste College in Fairfield.